# Sauce à la diable
La sauce à la diable est une sauce classique de la cuisine française. Elle a une base de sauce espagnole à laquelle on ajoute du vinaigre, des échalotes hachées, de la purée de tomates, de la sauce Harvey,, de la sauce Worcestershire et du piment de Cayenne.
Elle accompagne entre autres les volailles grillées, la queue de bœuf et les tripes.
La sauce du diable est aussi très populaire au Québec (Province francophone du Canada) où elle accompagne la classique fondue chinoise.
Cette dernière ne doit pas être confondu avec l'ustensile diable